# Napeogenes chrispina
Napeogenes chrispina är en fjärilsart som beskrevs av William Chapman Hewitson 1874. Napeogenes chrispina ingår i släktet Napeogenes och familjen praktfjärilar. Inga underarter finns listade i Catalogue of Life.